# Cape St. George
Cape St. George es un pueblo canadiense situado en la provincia de Terranova y Labrador.

## Superficie
Cape St. George tiene una superficie de 34,47 km².

## Demografía
En 2021, tenía 809 habitantes, una densidad poblacional de 23,5 hab./km², y 433 viviendas.